# 七味家本舗
株式会社七味家本舗（しちみやほんぽ）は、京都・清水寺参道で七味唐辛子を販売している店。江戸時代の明暦年間（1655年-1659年）より360年続く老舗である。東京・浅草寺の門前のやげん堀、長野・善光寺の門前の八幡屋磯五郎と共に、日本三大七味唐辛子の1つに数えられている。

## 概要
当時は「河内屋」と名乗り、清水寺拝観の人々にからし湯などを出していたのが始まり。やがて唐辛子に山椒や胡麻、麻の実などを加え、配合などの創意工夫の末に「七味唐辛子」を創案した。

## 歴史

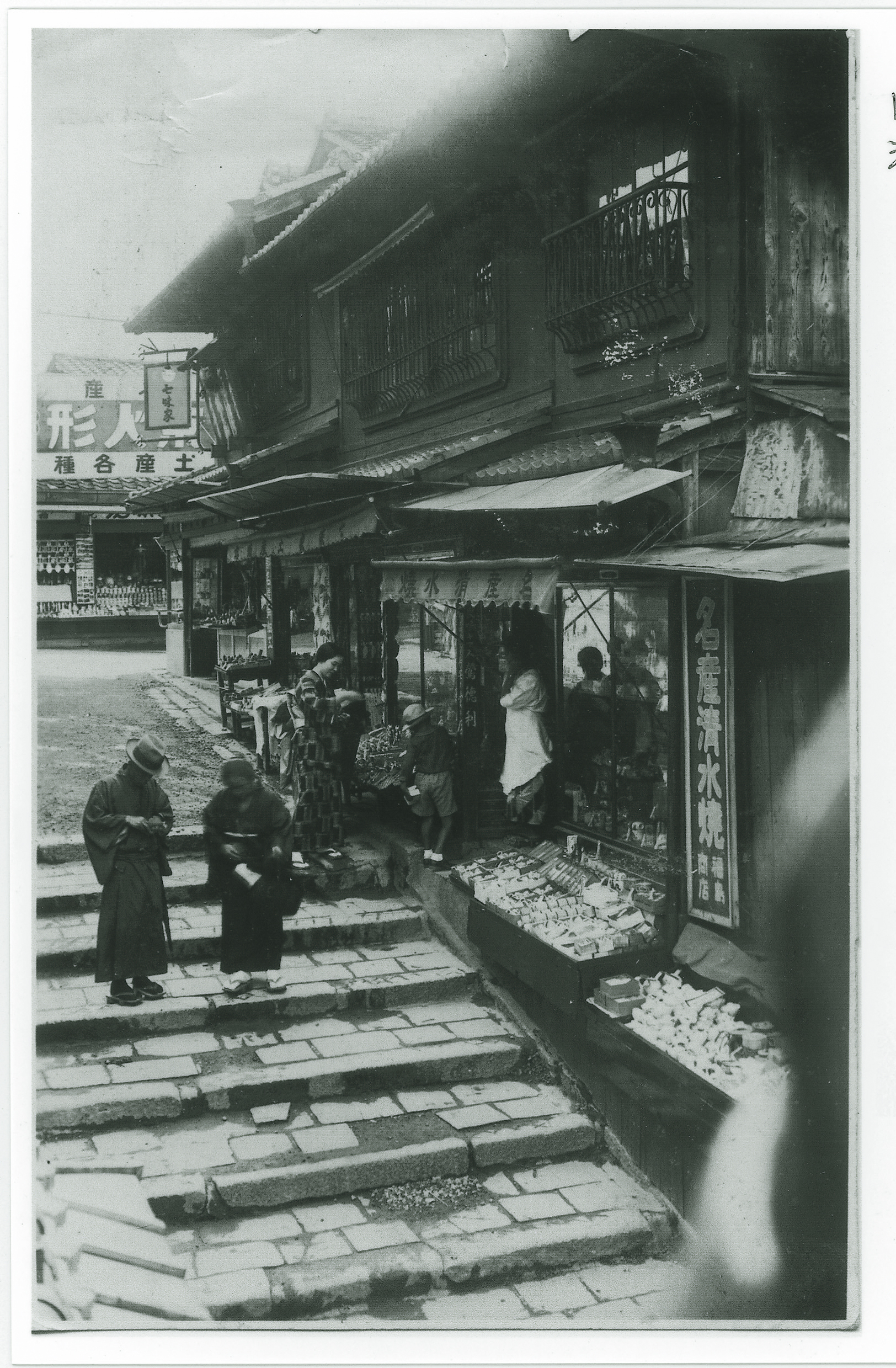
参寧坂
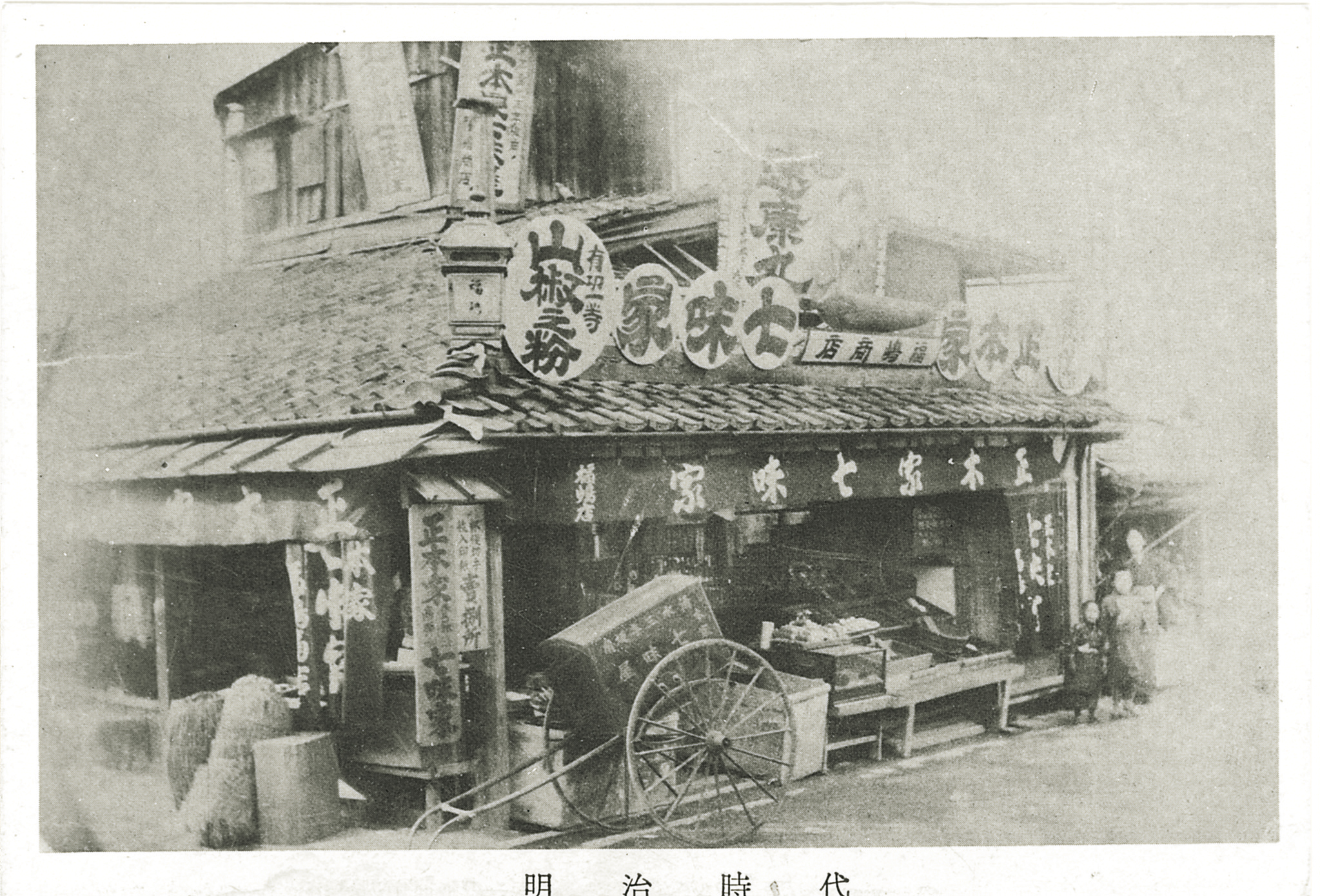
明治時代
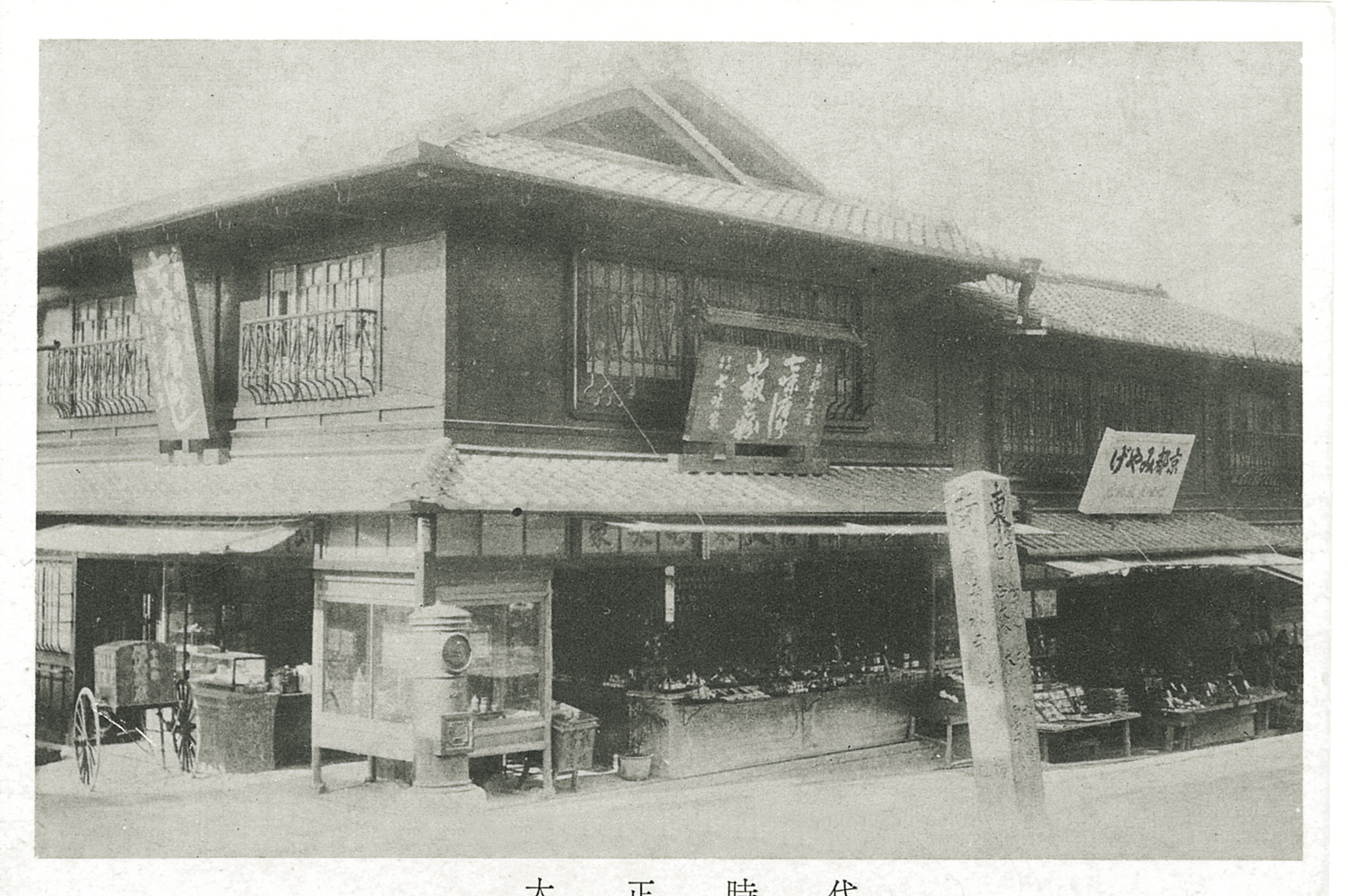
大正時代

## 特徴

七味原料

七味家の七味唐辛子は、山椒が効いた辛さ控えめな味が特徴。

## 商品一覧
- 七味唐辛子
  - 七味唐辛子
  - 辛口七味唐辛子
- 山椒
  - 山椒の粉
  - 乾燥実山椒
- 一味唐辛子
  - 一味唐辛子
  - 辛口一味唐辛子
  - 烈炎（激辛唐辛子）